# Medea (Anselm Feuerbach)
Medea oder auch Medeas Abschied oder Medea am Meer ist der Titel eines neoklassizistischen Gemäldes des Malers Anselm Feuerbach aus dem Jahr 1870. Es stellt die Medea aus der griechischen Mythologie dar, die ihre beiden Kinder ermordete, um Rache an ihrem untreuen Mann Jason zu nehmen; wobei der Mord nicht dargestellt wird, sondern die Szenerie kurz davor. Feuerbach lebte zu jener Zeit in Rom, um sich an den klassisch-antiken Skulpturen zu schulen und seine Passion, das Werk seines Vaters, des Archäologen Joseph Anselm Feuerbach, künstlerisch fortzuführen.

## Geschichte, Beschreibung und Deutung
Das Gemälde hat das Querformat mit den Maßen 198 × 395 cm und ist in der Technik Öl auf Leinwand ausgeführt. 1879 erwarb es König Ludwig II. von Bayern auf der internationalen Kunstausstellung im Münchner Glaspalast, direkt vom Künstler. Im Jahr 1932 gelangte es in die Verwaltung des Wittelsbacher Ausgleichsfonds. Heute gehört das Gemälde zum Bestand der Münchner Neuen Pinakothek.
Als Teil eines Bilderzyklus zur Medeensage war es anfänglich unter dem Titel „Medea am Meer“ für den Grafen Adolf Friedrich von Schack bestimmt. Neben zahlreichen Entwürfen und Skizzen gehören außerdem zwei fertiggestellte Gemälde zu diesem Zyklus. Das eine Gemälde zeigt Medea mit einem Dolch unmittelbar vor der Tat, und im letzten ist sie in Trauer oder Reue an der Aschenurne abgebildet auf deren Relief der Mord an ihren Kindern dargestellt ist.
Die Medea mit dem Dolche aus dem Jahr 1870/1871 befindet sich in der Mannheimer Kunsthalle; das Gemälde Medea an der Urne aus dem Jahr 1873 im Kunsthistorischen Museum in Wien. In der Berliner Nationalgalerie gab es eine ähnliche Fassung wie die hier beschriebene aus der Münchner Pinakothek, mit dem Titel Medea zur Flucht gerüstet, die im Zweiten Weltkrieg in den Flakturm Zoo eingelagert wurde und seit 1945 verschollen ist.
Inspiriert zu dem Bild wurde Feuerbach auch durch das Theaterstück Medée von Ernest Legouvé, in dem die damals international bekannte Schauspielerin Adelaide Ristori die Medea spielte, und genau die gleiche, durch ein Band oder eine Perlenkette zusammengehaltene Haartracht, wie auf diesem Bild in den Aufführungen des Stückes, trug. Feuerbachs italienische Freundin Lucia Brunacci und ihren Sohn Remo waren die Modelle für die Medea, nachdem ihn seine Geliebte Anna Risi wegen eines reichen Engländers verlassen hatte, denn er war aufgrund weniger Verkäufe seiner Bilder permanent in Geldnot. Mit ihrem klassischen Profil und dem vollen schwarzen Haar erinnerte sie ihn an Anna und war fortan für den Künstler die ideale Verkörperung des Motivs der mythischen antiken Gestalt. Feuerbach war ebenso wie der Maler Eugène Delacroix mit seinem Bild einer wilden Medea (sowie auch viele andere Künstler, Dramatiker und Schriftsteller) von der Thematik rund um diese Gestalt fasziniert. In einem Brief von 1869 beschreibt er seine Überlegungen, wie er das Bild ausführen sollte:

„Medea vor der Tat, Medea nach der Tat, Medea auf der Flucht am nächtlichen Meeresstrande, Medea als liebende Mutter, als mörderische Furie, im Schlaf, im Wachen, in Reue und Leid! Das ist nun wieder ein Gegenstand, in den ich mich sozusagen verbissen habe, von dem ich nicht loskomme.“

 Gezeigt wird auf dem Bild die Szene, in der Medea aus Korinth flieht, um nach Athen zu gehen, nachdem Jason sie verstoßen hatte und klar war, dass die Kinder zum Vater gehören. Die Mutter ist als idealisiert–monumentale Figur dargestellt, die alle anderen Figuren überragt. Sie blickt zwar zärtlich auf ihre beiden Söhne, aber Betrachter wissen, dass gleich der Mord geschehen wird. Im Sand liegt als Symbol des Todes ein Pferdeschädel, und eine völlig verhüllte weibliche Figur, vielleicht eine Dienerin, verbirgt vor dem kommenden Geschehen ihr Gesicht. Das Monumentale der Medea findet sein Gegengewicht in der Gruppe der Seeleute, die mit vereinten Kräften das Segelboot ins Wasser schieben. Zur düsteren Stimmung tragen der bedeckte Himmel, das felsige Steilufer im Hintergrund und die irreale Beleuchtung von Medeas rechter Schulter bei. Feuerbach stellt das Verbrechen nicht dar. Er schreibt dazu: Ein Historienbild soll aber in einer Situation ein Leben darstellen, es soll vor- und rückwärts deuten und in und auf sich selbst beruhen für alle Ewigkeit. (aus Henriette Feuerbach: Ein Vermächtnis von Anselm Feuerbach, Leipzig 1920, Kapitel 20).
Die zeitgenössische Kritik war teilweise nicht einverstanden mit Feuerbachs Werk, in jener Zeit waren Realismus und Impressionismus modern und international anerkannt. Doch die wohlhabenden großbürgerlich gebildeten, aber geistig nicht ausgelasteten deutschen Bürgergattinnen der wilhelminischen Zeit, in der sie nicht mehr körperlich arbeiten mussten und ihnen nur noch das Haus, die Salons und sonstige Kultur blieben, erkannten sich in dieser Medea wieder, was Henrik Ibsen in seinem Theaterstück Nora oder Ein Puppenheim (1879) und Theodor Fontane mit seinem Roman Effi Briest (1895) beschrieben hatten.
| Gemälde | Beschreibung |
| ------- | --- |
|         | Medeas Abschied, 1867, 120 × 265 cm, Berliner Nationalgalerie, 1945 verschollen. Beschreibung Es basierte auf einer Vorstudie, die eine felsige Küstenlandschaft zeigt. In der linken Bildhälfte steht Medea mit ihren beiden Kindern am Ufer. Das jüngere Kind trägt sie dabei auf dem Arm, das ältere hält sie an der Hand. Daneben befindet sich eine Gruppe von Rudergängern, die ein Boot ins Meer schieben. Etwas abgerückt von diesen Figuren sitzt die Amme, die ihr Gesicht in den Händen verbirgt. |
|         | Medea mit dem Dolch 1870/71, 192 × 127 cm, Kunsthalle Mannheim. Beschreibung Auf diesem Gemälde füllt die Figur der sitzenden nach rechts gewandten Medea fast gänzlich das Bild aus. Sie hat ihr Haupt leicht gesenkt in der linken Armbeuge, wobei die Hand auf ihrem Kopf liegt; der rechte Arm hängt herab. Darunter liegt, als wäre er aus ihrer schlaffen Hand geglitten, ein Dolch in den Falten des roten Stoffes, der die gesamte Figur umwallt. Mit diesen allegorischen Attributen erscheint Medea als Personifizierung der Melancholie. Feuerbach schreibt zu diesem Bild an seine geliebte Stiefmutter Henriette: Habe eine Medea nach der Tat allein entworfen, Mondschein sehr erschütternd. |
|         | Medea an der Urne 1873, 192 × 127,5 cm, Kunsthistorisches Museum, Wien Beschreibung Wie bei dem Bild Medea mit dem Dolche füllt die Figur der Medea wieder das Bild, sie sitzt dieses Mal jedoch nach links gewandt in einer ähnlichen Pose. Ihren Kopf stützt sie auf das rechte Handgelenk, der linke Arm hängt herab. Hinter ihr ist auf einem Podest eine Urne zu sehen, die mit einer Szene der Tötung ihrer Kinder verziert ist. |

## Ausstellungen (Auswahl)
- 1870: Ausstellung in Karlsruhe
- 1879: Internationale Kunstausstellung im Glaspalast in München